# Bệnh viện Nhi đồng 1
Bệnh viện Nhi đồng 1 là một bệnh viện chuyên khoa Nhi trực thuộc Sở Y tế Thành phố Hồ Chí Minh, địa chỉ tại số 341 đường Sư Vạn Hạnh, Phường 10, Quận 10, Thành phố Hồ Chí Minh.
Bệnh viện được Ủy ban nhân dân Thành phố Hồ Chí Minh xếp hạng I, hiện là một trong ba bệnh viện Nhi tuyến cuối phục vụ các tỉnh thành phía Nam Việt Nam, cùng với Bệnh viện Nhi đồng 2 và Bệnh viện Nhi đồng Thành phố.

## Tổ chức
Về tổ chức, hiện nay bệnh viện chia ra 9 phòng chức năng và 37 khoa.

## Lịch sử
Ban đầu bệnh viện có tên là Bệnh viện Nhi đồng, được chính quyền Việt Nam Cộng hòa đưa vào hoạt động năm 1956 với 60 giường và trong những năm sau đó tiếp tục được mở rộng quy mô. Theo thông tin của chính quyền vào năm 1961, Bệnh viện Nhi đồng khi đó đã có 230 giường, chia ra làm hai khu trị bệnh: khu bệnh lây và khu giải phẫu, được trang bị đầy đủ tiện nghi. Bệnh viện đồng thời là nơi thực tập và đào tạo nhân viên chuyên môn. Hàng năm có khoảng 3.000 trẻ em được điều trị tại đây. Tính đến năm 1971, Bệnh viện Nhi đồng có 12 khu: ngoại chẩn, nhi khoa A (dưới 24 tháng), nhi khoa B (từ 2 đến 4 tuổi), nhi khoa C (từ 4 đến 12 tuổi), nha khoa, truyền nhiễm, tai mũi họng, vật lý trị liệu, giải phẫu, quang tuyến, thí nghiệm và ngân hàng máu, tiếp liệu y dược cụ.
Cho đến năm 1975, đây là bệnh viện chuyên khoa Nhi duy nhất của toàn miền Nam điều trị cho bệnh nhi về nội, ngoại khoa và các chuyên khoa khác. Sau Sự kiện 30 tháng 4 năm 1975, bệnh viện được Bộ Y tế, Xã hội và Thương binh của chính phủ Cộng hòa miền Nam Việt Nam tiếp quản, rồi được bàn giao cho Sở Y tế Thành phố Hồ Chí Minh. Năm 1978, bệnh viện đổi tên thành Bệnh viện Nhi đồng 1 do thành phố lập thêm Bệnh viện Nhi đồng 2 tại Quận 1.
Giai đoạn 1985–1994, bệnh viện tập trung phát triển nhi khoa đại chúng; 1995–2004 phát triển nhi khoa chất lượng. Từ năm 2005 đến nay phát triển nhi khoa chuyên sâu với các lĩnh vực mũi nhọn: Hồi sức cấp cứu, Phẫu thuật, Sơ sinh, Bệnh lý nhiễm trùng và Tim mạch.